# Marcel Ruiz (acteur)
Pour les articles homonymes, voir Marcel Ruiz et Ruiz.
Marcel Ruiz Pérez, né le 9 juillet 2003 à San Juan à Porto Rico, est un acteur portoricain, connu pour ses rôles d'Alex Alvarez dans la série Netflix Au fil des jours, et de John Smith dans le film Breakthrough de 2019.

## Carrière
Marcel Ruiz a commencé sa carrière d'acteur dans des publicités très jeune. Il a déménagé à Los Angeles à l'âge de 9 ans. Depuis 2017, il joue dans le redémarrage de la série Au fil des jours sur netflix en tant qu'Alex Alvarez. En 2019, il a joué dans Breakthrough, un film dramatique, dans le rôle de John Smith. Marcel aime pratiquer des sports comme le basket-ball et le football.

## Filmographie

### Cinéma
- 2019 : Breakthrough : John Smith

### Télévision
- 2016 : De Puerto Rico para el Mundo (documentaire) : lui-même
- 2017 : Snowfall : Popeye (2 épisodes)
- 2017 - 2020 : Au fil des jours : Alejandro "Alex" Alvarez (46 épisodes)

## Prix et nominations
| Année | Award              | Catégorie                             | Œuvre            | Résultat  |
| ----- | ------------------ | ------------------------------------- | ---------------- | --------- |
| 2017  | Imagen Awards      | Meilleur jeune acteur                 | Au fil des jours | Vainqueur |
| 2018  | Imagen Awards      | Meilleur jeune acteur                 | Au fil des jours | Nommé     |
| 2019  | Teen Choice Awards | Meilleur Acteur de Comédie Télévision | Au fil des jours | Nommé     |